# Distrito de Magdalena (Cajamarca)
El distrito de Magdalena es uno de los doce que conforman la provincia de Cajamarca en el departamento de Cajamarca.
Se encuentra rodeado de los cerros Shara, Retablo, Trinchera y Carbunco a una altitud de 1294 m s. n. m. a una distancia de 61 km (hora y media) de la capital departamental. Su territorio está organizado en 3 centros poblados y 23 caseríos.
El distrito limita por el Sur con los distritos de Contumazá y Asunción, por el Norte con los distritos de Chetilla y Cajamarca, por el Este con el distrito de San Juan y por el Oeste con el distrito de San Bernandino.
Desde el punto de vista jerárquico de la Iglesia católica forma parte de la Diócesis de Cajamarca la cual, a su vez, pertenece a la Arquidiócesis de Trujillo.

## Historia
Al igual que otros pueblos de esta parte del Perú han surgido y recorrido diferentes etapas culturales para convertirse en un pueblo con representación y ubicación geográfica. Los restos arqueológicos que aun sobreviven al paso del tiempo y a la depredación del hombre moderno como HUAQUILLAS, CHECTARUME, PUNGURUME, LAS HUACAS de la Fila Choropanpa y los no estudiados como "La Fila del Palto", Ventanillas", etc. Manifiestan la existencia y antigüedad de la gente que lo habitó asignándoles una antigüedad de 600 a 900 años d. C. Otros centros de la jurisdicción son también CUMBICO, CATACHE, LLAGADEN y CASADEN considerados centros de gran valor.

Perteneció al reino prehistórico de los Cuismango y luego al territorio de los Caxamarcas.

En 1572 se registra la existencia del pueblo “Santa María Magdalena de Lacchan” quien también es mencionada por los historiadores de los siglos XVII y XVIII en ese entonces el pueblo estaba ubicado en los predios que se denominaban “La Santa” conocida también como “Pueblo Viejo” muy cerca del río Jequetepeque. El 11 de febrero de 1855 Cajamarca obtiene la categoría de departamento confirmada por la ley del 30 de septiembre de 1862, Magdalena fue uno de los 17 distritos creados en esa oportunidad.

En 1872 Sufre un voraz incendio que motivo la reubicación actual, el pueblo entero participó de forma activa en la revolución de Cajamarca en 1854, en la guerra con Chile en 1879, el 13 de abril de 1946 se le anexan los caseríos de Cumbico y Catache pero también se le cercena el caserío de Quivinchan que fue a tomar parte del distrito de San Juan.

Con la invasión y conquista hispánica se constituye en un descanso forzoso de los expedicionarios siendo visitada por Alexander Von Humboldt, Antonio Raimondi y el héroe de 2 de Mayo José Gálvez Egúsquiza

## Sitios de interés
Frailones, Acueducto de Cumbemayo, Pungurume, Ventanillas de Cumbico y el Capac Ñan que llega hasta la ciudad de Cajamarca.

### Pungurume

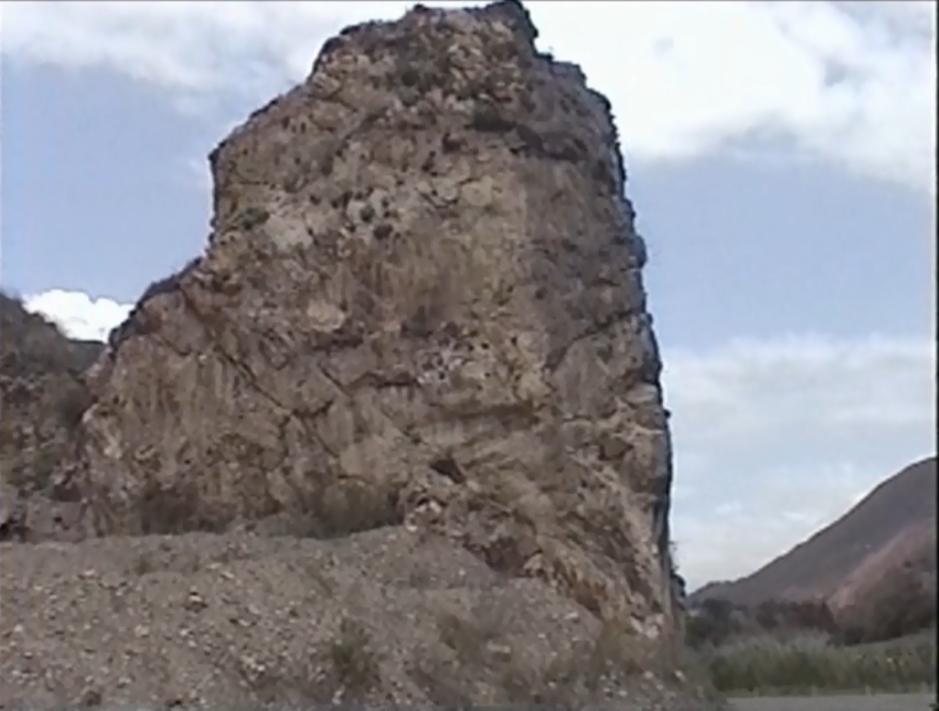
Cerro pungurume

Proviene del quechua PUNGU – HUECO y RUME – PIEDRA ubicado al costado derecho de la carretera MAGDALENA – CHILETE entre el caserío de AMILLAS y el caserío LA VIÑA, tiene una altura de 40 metros en sus partes laterales se encuentran pinturas con gravados de un gato y un gallo también existía una yunta de toros negros el cual fue derribado al tratar de ampliar la carretera. Se comenta que al pasar solo a las 12 de la noche conduciendo un carro cruza la pista un agigantado gallo y automáticamente se apaga el motor y al pasar la mala hora la máquina vuelve a funcionar, también cuentan los lugareños que al pasar solo por primera vez se presenta una boa de gran dimensión la cual asusta y se tiene que sacar el anima del cerro en estos casos con un curandero.

### Cerro El Mirador

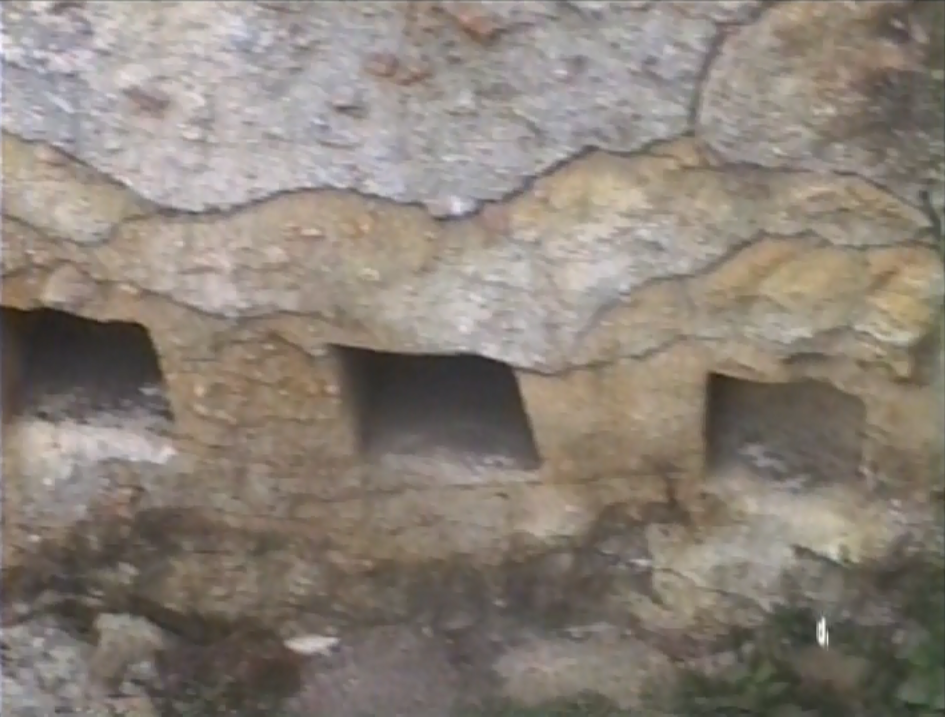
Ventanillas del Cerro el Mirador

Ubicado en el caserío de Ventanillas, presenta una gran necrópolis pre-inca de forma sepulcral el cual fue de acomodar a los muertos en los nichos excavados en las rocas en algunos casos en lo alto del cerro. En su mayoría son nichos simples pero hay otras que presentan nichos laterales

### Las Huacas

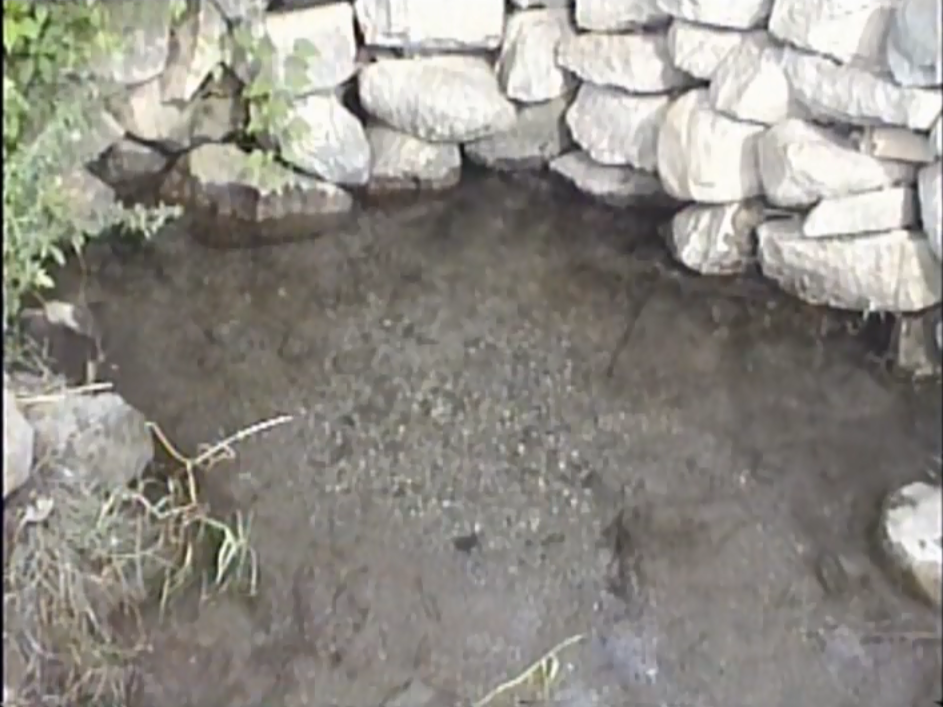
Agua tapada

Ubicado en el caserío de HUAQUILLAS a 7 km de la ciudad de MAGDALENA presenta una estructura de piedra tallada se le conoce también con el nombre de SANTUARIOS, tiene una antigüedad de 700-900 d. C. aquí encontramos bases de piedra tallada.

### Chectarume
PAREDONES o CHECTARUME Se ubica en la margen derecha del río JEQUETEPEQUE a una distancia de 6 km del distrito de MAGDALENA, aquí se pueden encontrar restos de un centro habitacional y un recinto militar, tiene una antigüedad de  600 – 900 DC, fue territorio de los CAXAMARCAS.

### Agua Tapada
Se cree que son manantiales canalizados que van a dar sus aguas a un solo lugar las pampas de amillas, estas aguas tienen propiedades medicinales curan la alergia para ello quienes se encuentran enfermos tienen que acudir a partir de las 5:00 A.M. con el fin de realizar el baño a cuerpo limpio a esta hora dicho líquido se encuentra caliente y es el momento oportuno para aprovechar la fuerza de su propiedad medicinal pasado el tiempo aproximadamente a las 7:00 A.M. el agua se enfría momento en que pierde sus propiedades para ser aprovechada en la agricultura.

### Plan Atuyoc de Ventanillas

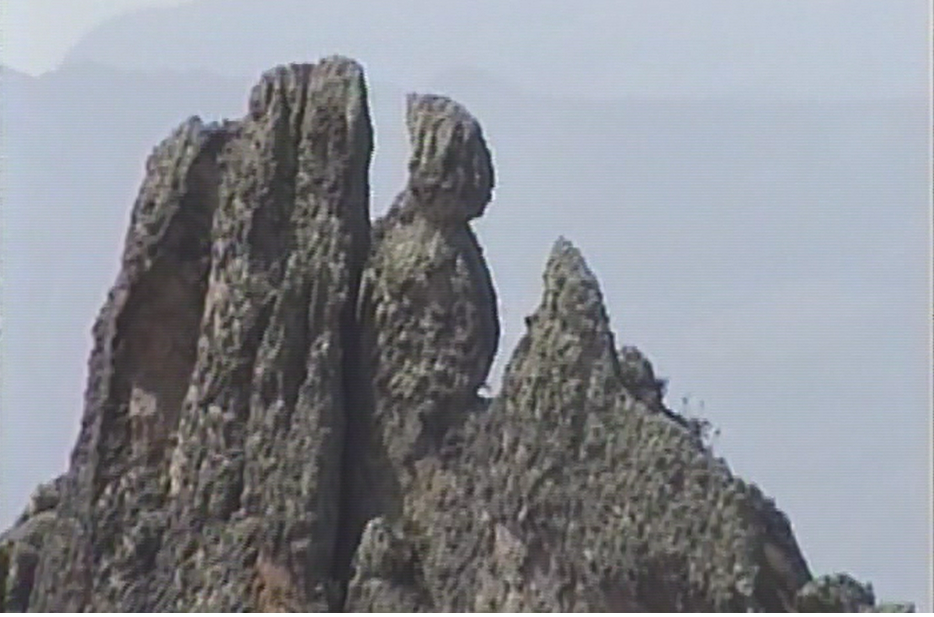
Plan atuyoc Figura del Indio

Se encuentra ubicado en el caserío de Ventanillas, lugar en el que se encuentran figuras de personas y animales.

### Cocan
Se encuentra ubicado en el caserío de Ventanillas el cual está formado por un inmenso bosque de piedras.

Habitan en el cerro el cocan aves características del lugar la CHINALINDA y la CARGACHA.

Antiguos lugareños precisan que antiguamente existían aves del tamaño de un loro los cuales por las mañanas y tardes al ocaso del sol cantaban “COCAN COCAN”.

### Puente del Milagro
Está ubicado entre el cañón formado por las peñas de Amillas y Chanrre sobre el río Jequetepeque a 3 km de la ciudad de Magdalena. Construido en 1896 durante el periodo de la alcaldía de NOE PITA, su estructura tiene bases de rieles y madera rústica, quedando a 70 metros sobre el nivel del río.
Las personas que transitan recomiendan a quienes lo cruzan por primera vez se encomienden a Dios en señal de respeto y dejen un crucifijo hecho del material de la zona para así librar su espíritu de fuerzas malignas y entonen la canción “Puente del Milagro déjame pasar ya te dejo un crucifijo por respeto y libertad”.

## Derrame de mercurio
En junio del año 2000 hubo un vertido de mercurio en la localidad de Choropampa, dicho contaminante provenía de la compañía minera Yanacocha.

## Autoridades

### Municipales
- 2011-2014[2]
  - Alcalde: José Roger Leyva Miranda, del Partido Unión por el Perú (UPP).
  - Regidores: Ronald Javier Delgado Narro  (UPP), Noe Alberto Valqui Pérez (UPP), Nazario Quispe Ramos (UPP), Maria Alicia Huamán De La Cruz (UPP), Yolanda Lourdes Estela Castro (Perú Posible).
- 2007-2010
  - Alcalde: Isaías Tarrillo Terrones.
- 2023 - 2026
  - Alcalde: Wilser Carmona Carrasco

## Festividades

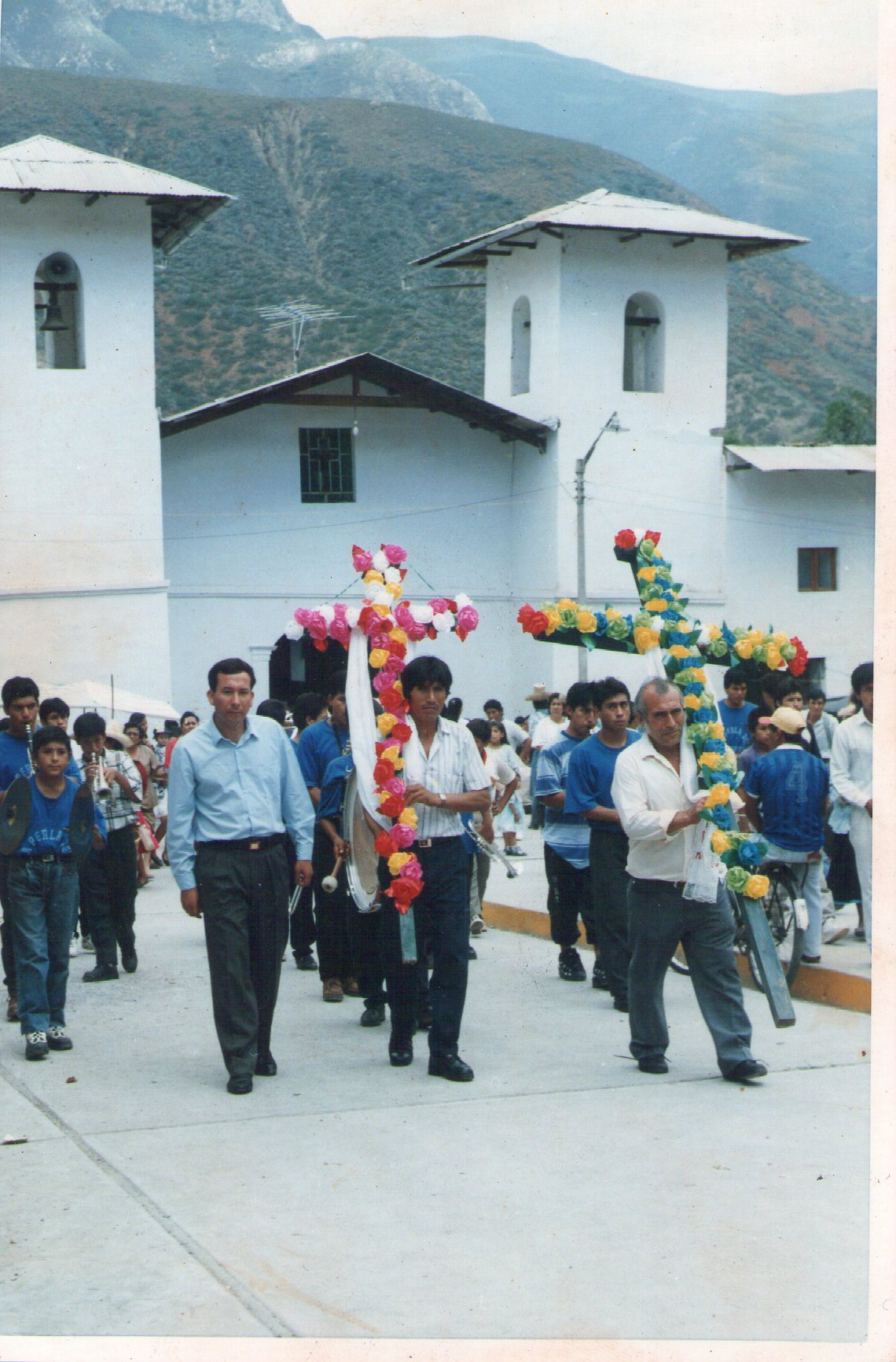
Fiesta de las Cruces

- Febrero: Carnavales.
- Mayo: Fiesta de las Cruces.
- Julio 22: Fiesta Patronal.